# Rubén Antonio González Medina
Ruben Antonio González Medina CMF (ur. 7 lutego 1949 w Santurce) – amerykański duchowny katolicki, biskup diecezji Ponce w Portoryko od 2016.

## Życiorys
W 1966 wstąpił do nowicjatu Zgromadzenia Misjonarzy Klaretynów. W 1972 złożył profesję wieczystą. Święcenia kapłańskie przyjął 9 lutego 1975. Przez 19 lat pracował przede wszystkim w klaretyńskich parafiach w Portoryko i na Dominikanie. W latach 1994–1999 był radnym prowincjalnym zakonu, zaś w latach 1999-2001 inspektorem prowincji na Antylach.

### Episkopat
12 grudnia 2000 został mianowany przez papieża Jana Pawła II biskupem diecezji Caguas. Sakry biskupiej udzielił mu 4 lutego 2001 kard. Luis Aponte Martínez.
22 grudnia 2015 papież Franciszek mianował go biskupem diecezji Ponce. Urząd objął 31 stycznia następnego roku.
W latach 2007–2012 był przewodniczącym Konferencji Episkopatu Portoryko.